# Cellar Darling
Cellar Darling — прогрессивная фолк-метал группа из Швейцарии, основанная в 2016 году. Группа была сформирована Анной Мёрфи, Мерлином Суттером и Иво Хензи. В Cellar Darling сочетаются хэви-метал, фолк, классика и прогрессив. В частности, группа использует такие инструменты как колёсная лира и флейта. Участники группы ранее входили в швейцарскую метал-группу Eluveitie.

## История группы

### Создание
В мае 2016 года три участника группы Eluveitie — вокалистка Анна Мерфи, гитарист Иво Хензи и ударник Мерлин Суттер — объявили о своем уходе из группы. Подробности раскола не упоминались в прессе, но среди фанатов возникли широкие спекуляции. В июне 2016 года трио объявило о создании нового коллектива. Группа вскоре начала работать над новой музыкой для своего дебютного релиза.
23 сентября 2016 года Cellar Darling выпустили сингл «Challenge», видео к которому было снято самой группой. Музыкальный стиль первого релиза характеризовался заметным отходом от жанра фолк-метала. Cellar Darling быстро завоевали признание и дали свои первые концерты в декабре 2016 года на разогреве у Amorphis в Цюрихе и The Gentle Storm в Амстердаме.

### This Is The Soundи контракт с Nuclear Blast
В январе 2017 года трио объявило о подписании контракта с немецким независимым лейблом Nuclear Blast Records и о том, что их дебютный альбом будет выпущен на лейбле следующим летом.
В мае было объявлено, что первый альбом Cellar Darling будет называться This Is the Sound и должен был быть выпущен 30 июня 2017 года. Был представлен треклист альбома.
19 мая 2017 года Cellar Darling выпустили свой второй сингл под названием «Black Moon» вместе с музыкальным клипом. За этим последовал 17 июня третий сингл «Avalanche».
Дебютный альбом был выпущен 30 июня 2017 года и получил широкое признание критиков.

### The Spell
Второй альбомом был объявлен концептуальным. 2 ноября 2018 года был выпущен первый сингл «Insomnia», сопровождавшийся музыкальным клипом. Затем последовал ещё один сингл под названием «Death».
Второй альбом Cellar Darling The Spell был выпущен 22 марта 2019 года на лейбле Nuclear Blast. The Spell — это концептуальный альбом, рассказывающий историю девушки, которая влюбляется в Смерть и стремится присоединиться к ней в вечной жизни. История альбома была представлена в форме сказки.
The Spell попал в чарты Швейцарии, Германии и Великобритании.

### Участники
- Анна Мёрфи — вокал, колёсная лира, флейта, синтезатор (с 2016 года по настоящее время)
- Иво Хензи — гитара, бас-гитара (с 2016 года по настоящее время)
- Мерлин Саттер — ударные (с 2016 года по настоящее время)

#### Приглашённые музыканты
- Николас Винтер — бас (с 2017 по настоящее время)
- Рафи Кирдер — бас (2016)
- Шир-Ран Инон — скрипка (2016—2017, 2018)
- Брендан Уэйд — ирландская волынка (2016—2017)
- Фреди Шнидер — фортепиано (2016—2017)

## Дискография

### Альбомы
- This Is the Sound (2017)
- The Spell (2019)

### Синглы
- «Challenge» — 2016
- «Avalanche» — 2017
- «Black Moon» — 2017
- «The Hermit» — 2017
- «The Prophet’s Song» (Queen cover) — 2018
- «Insomnia» — 2018
- «Death» — 2019
- «The Spell» — 2019
- «Drown» — 2019
- «Dance» — 2021

### Музыкальные видео
- «Challenge»
- «Black Moon»
- «Avalanche»
- «Six days»
- «Insomnia»
- «The Spell»
- «Death»
- «Drown»
- «Pain»
- «Love»
- «Burn»
- «Hang»
- «Freeze»
- «Love Pt II»